# Žilina (Nový Jičín)
Žilina (katastr Žilina u Nového Jičína, německy Söhle) je jednou z místních částí Nového Jičína. První písemná zmínka pochází z roku 1397.

## Historie

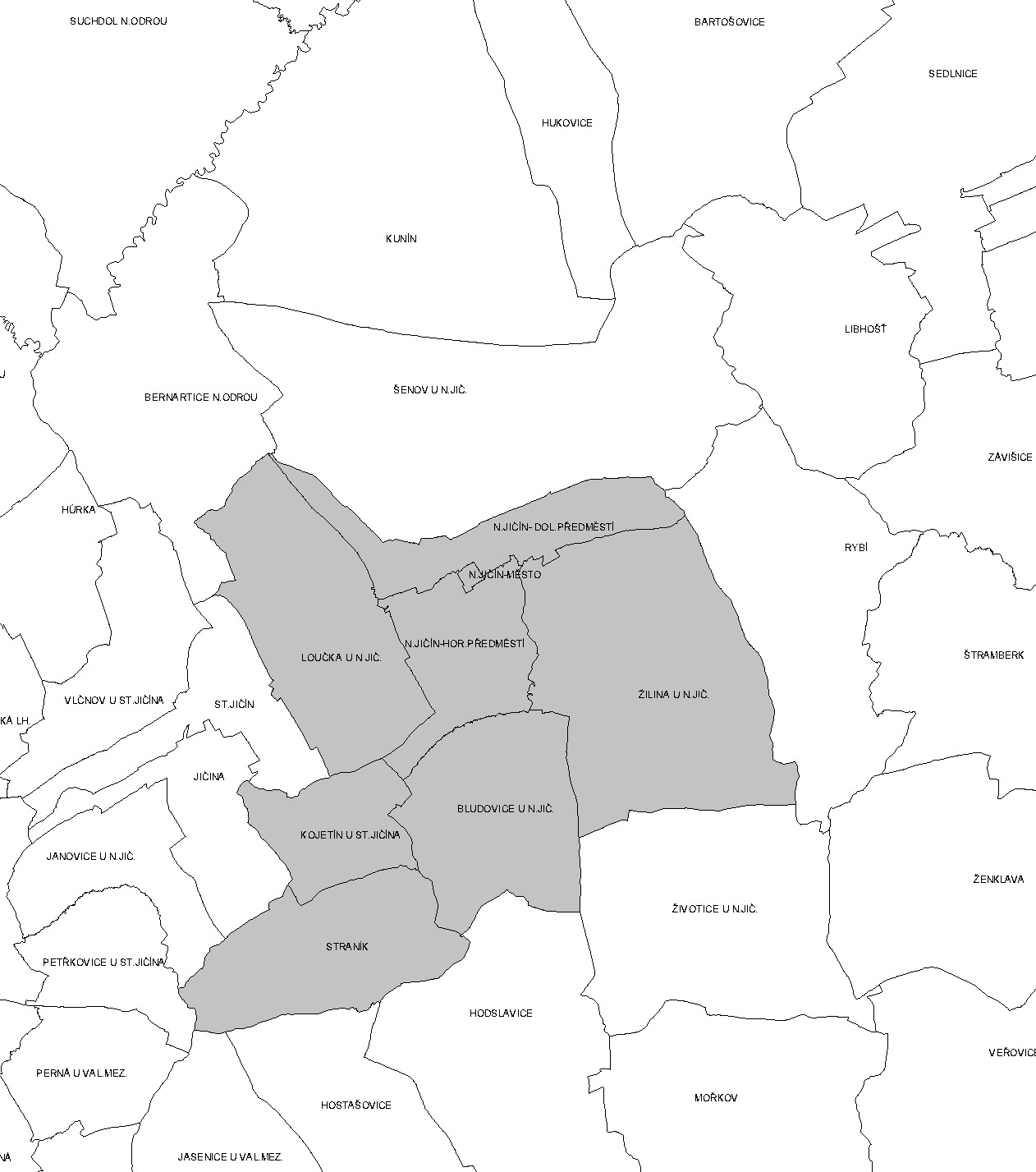
Katastrální území Nového Jičína

Obec původně patřila Štramberskému panství, v období od roku 1437 do roku 1558 pak panství Starojičínskému, nakonec však připadla Novému Jičínu. Až do 16. století byla vesnice čistě česká, postupem času se však z ní stávala vesnice německá (ve smyslu s většinovou německou populací, k Německu byla připojena v roce 1938 důsledkem Mnichovské dohody). Německou vesnicí zůstala Žilina až do konce 2. světové války, kdy byla 6. května 1945 osvobozena Rudou armádou. 1. ledna 1966 byla Žilina připojena k Novému Jičínu.

## Osobnosti
- Nikolaus Andreas Jäschke, německý Moravan ⟨16.12.1718 Sehlen (Žilina)–leden 1762 Východní Indie⟩. Jeho otec Christian odešel v roce 1723 před Vánoci s manželkou a pěti dětmi do exilu kvůli víře. Přes hranice rodinu převedl Christian David. Mikuláš se stal prvním českým bratrským kazatelem v Berlíně, tam byl poslán z Ochranova v říjnu 1744. Později krátce pracoval i pro český sbor v Rixdorfu. Zemřel na misii v Indii.[4] Ze žilinského rodu Christiana Jäschke pocházel i misionář Heinrich August Jäschke.

- Friedrich Wenzel Neisser (1716–1777) byl od roku 1746 biskupem Moravských bratří. Ze Žiliny přišel do Bethelsdorfu dne 12.6.1722 ve skupině exulantů.[5]
- Rosina Berwig, rozená Neisser. Pocházela ze Žiliny, do Herrnhutu přišla v roce 1731. Byla první misionářkou (ženou) vyslanou moravskou církví do Surinamu. Tam v roce 1739 zemřela.[6]